# キン肉マンレディー
『キン肉マンレディー』（キンにくマンレディー）は、小川雅史による日本の漫画作品。1980年代に大ヒットした漫画『キン肉マン』（ゆでたまご）を原作とし、同作の登場人物を女性に置き換えた、原作者公認のパロディ漫画である。連載話数の単位はファイト☆○○（○は数字）。
集英社のウェブコミックサイト『ウルトラジャンプエッグ』で2008年6月19日から連載開始した。2011年9月17日から『ウルトラジャンプ』公式サイトに連載が移行。2013年6月19日掲載の第46話にて完結した。単行本は全3巻が発行されている。

## 概要
1979年から1987年まで集英社『週刊少年ジャンプ』に連載されたゆでたまごの漫画作品『キン肉マン』を原作とする。本作の始まった2008年は『キン肉マン』の連載開始から29年目にあたり、「29（にく）周年」の語呂合わせで節目の年として数々の記念イベントが開催されるなどした。
原作には主人公のキン肉マンをはじめとする、多くの戦う男性キャラクターが登場するが、本作はそのほとんどが女性に置き換わった、原作世界のパラレルワールドを舞台とする。その中において、キン肉マンのお目付役の少年・ミートだけは「元の世界」での記憶を持ったまま登場し、原作とパロディ化された世界の差異を指摘するような、原作を知る読者と同じ視点での物語の進行役を務める。 
物語はおおむね原作のストーリーを踏襲して進行するが、銅ベルマンやスフィンクスマンといった原作でほとんど顧みられない「その他大勢」として描かれていたキャラクターが本作では大きく取り上げられる傾向にある。一方で、マリやビビンバといった原作のヒロインに当たる存在は登場していない。
また女性化にあたり、乳房や臀部が露出するなどの軽い性描写が存在し、本作における「残虐ファイト」は相手の衣服をはぎ取るなどして恥ずかしい目に遭わせることを意味する。
時代設定は、原作が連載当時の1980年代だったのに対し、本作には携帯電話やインターネットといった十数年後に普及するテクノロジーが登場している。
連載以前に、『週刊プレイボーイ』2007年11月5日号に掲載された複数作家による『キン肉マン』のパロディ4コマ漫画の中に、小川による「キン肉マンレディー」がある。2ページ3本立てで、女性化のデザインはおおむねその後の連載と同様だが、設定は「ある日突然超人たちが女性に変わっていた」というもの。

## あらすじ
『キン肉マン』の続編『キン肉マンII世』では、『キン肉マン』の物語終了後にミートが危機に備えて「超人保存装置」（プリザーブカプセル）で眠りについたという設定がされたが、装置に入ったはずのミートが目覚めるとそこは超人たちが女性化したパラレルワールドだった、というのが本作の導入となる。ミートは戸惑いながらも、目の前に現れたキン肉星の王女・キン肉マンレディーをその頭脳と経験でサポートすることを決意する。

## 登場人物
※は、性別が男性の超人または人物。女性化した超人は、「モデル：」の部分に元の名を併記する。
キン肉マンレディー 
モデル：キン肉マン（キン肉スグル）
本作のヒロインで、キン肉星の王女。キン肉マンのとさか状の部分は髪型で表現されている。プラチナブロンド髪の美人で、巨乳でムチムチのナイスバディ。天真爛漫で明るく前向きな性格だが、泣き虫なところもある。一人称は「ワシ」で、語尾に「なのじゃー」をつけるなどの爺言葉で話す。原作に準じ、ミートからは「王女」と呼ばれる。
超人オリンピックでは第20回・第21回と連覇を果たすが、勝者の地位や特権（第20回超人オリンピック優勝によるシード権ほか）などに執着することが皆無で、純粋に超人との戦いを楽しみにしている。
異常なほどの怪力で、相手を宇宙まで吹っ飛ばすほど。乙女の本能による、自己防衛本能としての火事場のおっぱい力を持っている。
超人オリンピック後の慰安旅行で、プリンセス・カメハメに「48の禁断技」と「48の殺人技」を伝授される。
アレキサンドリア・ミート ※
第20回超人オリンピックの日本代表に選ばれたキン肉マンレディーのコーチとして、レディーの母であるキン肉真弓が呼んだ特別コーチだったが、超人保存装置の副作用によりその肉体に原作世界のミートの精神のみが移り、記憶を保ったままパラレルワールドの歴史を追体験することになる。キン骨マンの悪巧みを未然に防ぐなど知識を活かしレディーをサポートする。
ハラボティ・マッスル
モデル：ハラボテ・マッスル（委員長）
原作と容姿が全く変わらないまま、女性的特徴が付け加えられている。超人オリンピックの予選開始を明確に言わない、種目をくじで決める、など適当なところがあるが、自由奔放に暴れる超人たちに頭を痛めてもいる。
キン肉真弓
モデル：キン肉真弓
現在のキン肉星女王であり、キン肉マンレディーの母。ストーリーには直接関わらず、回想シーンに登場する。才色兼備で、第10回超人オリンピックの優勝者。20年前のキン肉族とホルモン族の戦いでは一族を率い、圧勝した。ホルモン族への融和政策として、20年後に世継ぎ同士で王位争奪戦を行うことを提案する。
レディ・ロビン 
モデル：ロビンマスク
第19回超人オリンピックの優勝者。鉄製のビキニとティアラを着用した、無口かつクールな性格の美女。無表情なことから「ロビン・マスク」とも呼ばれ、極端に怒った（逆上した）時や画面がロング（遠景）になった時は顔を仮面でおおったような絵になる。
第20回超人オリンピックでは、自分の前回優勝者としての権限でキン肉マンレディーを出場できるように取り計らい、キン肉マンレディーと決勝戦を争う。実はエルフの血を引いており、そのため長生きで、若く未熟な超人にはつい指導をしてしまう癖がある。ラーメン娘いわく「姉属性」。キン肉マンレディーとの試合中に勝ったら彼女を妹にしたいと漏らしてしまう。必殺技はタワーブリッジ。
薔薇のクーダ
モデル：バラクーダ
レディ・ロビンが特訓のためシベリアへ渡った際、ファンに囲まれたために変装したキャラクター。ウォーズマン・ジェーブシカの素質を見抜き、彼女の師匠となる。
ラーメン娘（ラーメンニャン）
モデル：ラーメンマン
中国代表。お下げ髪の小柄な少女。「～アル」が口癖の残虐超人。リングサイドに陣取ったカメラ小僧から金を取って「残虐」ファイトを提供する。ややツンデレな性格。
ムッター・ブロッケンと対戦し、残虐ファイトで完勝。試合後、ムッターを庇ったキン肉マンレディーに襲い掛かるが、キン肉マンレディーの驚異的なパワーにより返り討ちに遭い、怒ったテリーマンガールに乱入され過剰な「残虐返し」の屈辱を受けてしまう。その後は利己的な副収入や委員会への妨害行為をとがめられ、棄権扱いになる。
キン肉マンレディーに「アイドルの方が似合う」と言われたことで、”アイドル超人”に転身する。フロイライン・ブロッケンJr.とともにラッカ星を襲った野盗宇宙人を全滅させたことで、全世界にアイドルとしての姿を収めた映画が配給されることになった。
超人オリンピック「ビッグ・ファイト」では、フロイライン・ブロッケンJr.との対戦中、フロイライン・ブロッケンJr.をロメロスペシャルで仕留めようとした矢先にウォーズマン・ジェーブシカの突発的な攻撃により重傷を負い、一時植物人間状態となる。
本家の必殺技であるキャメルクラッチやレッグ・ラリアートの他、「楽勝紅脚」「五十歩百歩神拳」といった、『闘将!!拉麵男』の「超人一〇二芸」のパロディである拳法技を使う。
ウルフマン（本名 - 大神満）
モデル：ウルフマン
日本代表。頭部にマゲを結った山笠風の格好をした女性。超人であることに気付かず人間として育ってきたが、超人たちが宇宙野武士退治に出撃中に襲来してきた宇宙暴走族をたった一人で撃退したことで、超人であることを自覚したとされている。本家同様の相撲殺法を得意とする。
本名の大神満は地球人（日本人）としての名前で、普段は東京・葛飾の高校に通う女子高生として生活している。「アテー」という一人称を用い、言動は粗雑だが気のいい江戸っ子気質の性格。日本代表超人の仲間であるキン肉マンレディーからは「みっちゃん」と呼ばれ、友人であるとともによきライバルとなっている。
ウォーズマン・ジェーブシカ 
モデル：ウォーズマン
ロシア代表。クールな顔つきをしているが、実は小心者で人見知りなドジっ子。シベリアに渡ったレディ・ロビンに見初められ弟子となるが、その性格のために特訓がはかどらず、冷酷な戦闘マシーンと化す「スマイルモード」の暗示をかけられた。ロボット超人ゆえに、試合中にも相手の技術を学習して強くなっていく。
超人オリンピック「ビッグ・ファイト」では、予選で自身の不運からラーメン娘に重傷を負わせてしまう。それにより、本来のラーメン娘の対戦相手だったフロイライン・ブロッケンJr.との因縁が生じてしまうが、ジェーブシカの優しさがフロイラインに伝わったことで最後には和解し、友達となる。
本家同様ベアークローを装備し、腕を付け替えることができる他、必殺技としてパロ・スペシャルを使う。
ビジーンズマン
モデル：ビーンズマン
ラッカ星出身の、自称「宇宙一の超人スカウトにしてスーパープロモーター」。さまざまな超人の要請に応えて他の超人を連れて来たり、試合を組んだりしている。テレポート能力を持つ小型モンスターを所持している。

### 怪人
本作開始当初は、キン骨マンが超人オリンピックの理事を勤めるなど、親和な状態となっていた。
キン骨マン ※
世界初の怪人界の特別親善理事。超人オリンピックの参加証を渡しに来たのだが、怪人の襲来と勘違いしたキン肉マンレディーとテリーマンガールの2人により痛めつけられ、結果としてレディ・ロビンにより理事の権限を剥奪、その後は小悪党に。変身により格好良くなるが、数分と持たず元の姿に戻る。
イワオ ※
キン骨マンのお供。こちらも変身により格好良くなるが、数分と持たず元の姿に戻る。

### アメリカ超人
ザ・テリーマンガール 
モデル：テリーマン
日本政府の契約によりキン肉マンレディーの代わりの日本代表としてやって来たが、キン肉マンレディーのムチムチなバニーガール姿に一目惚れし、契約を破棄。以後、レディーと親友になる。キン肉マンレディーへは友情以上の感情も見せており、「キン肉マンはミーの嫁」と公言することも。
活発で豪快な性格であるが、キレると手が付けられなくなるほど暴走する。第20回超人オリンピックでもラーメン娘がキン肉マンレディーを辱めたことで乱入し、過剰な「残虐返し」をしたことが原因で失格になる。
必殺技として本家同様のスピニング・トゥーホールドやテキサスコンドルキックを用いる。試合以外での戦闘では銃も使用している。
シャネルマンガール1号
モデル：シャネルマン
超人協会が、超人評議会と超人同盟に送ったスパイ。
グレダーガール
モデル：グレダー
「デスゲーム」4階に登場する最後の敵。
スペシャルマン（女） 
モデル：スペシャルマン
（元）アメリカ北部代表。テリーマンガールに出場権を勝手に取られて辞退させられてしまう。超人保護観察官の資格持ち。括弧書きまでが名前として扱われている。通称はスペ子。
テリーマンガールとは幼馴染。昔いじめを受けていた時期に助けられた経験があり、そのときにテリーマンガールと出会う。スペ子の中ではテリーマンガールの記憶が美化されているらしく、今ではテリーマンガールのパシリのような状態となっている。修学旅行中のカメハメ1日教室に参加したプリンセス・カメハメの弟子の1人。
シャネルマンガール2号
モデル：シャネルマン
超人協会が、超人評議会と超人同盟に送ったスパイ。
ペンタゴナ 
モデル：ペンタゴン
ヘルメットとライダースーツを着用した女性。「ビッグ・ファイト」予選中にジェーブシカにヘルメットを壊され、ライダースーツを破られてしまう。悪魔超人編では、アイドル超人軍の最後の一人に指名される。
チャーボ・ペロリ 
モデル：チャボ・ケロリ
カリフォルニアボードゲーム大会のチャンピオン。ボードゲームには命を懸けるが、格闘には全くやる気を見せない。

#### ハワイの超人
プリンセス・カメハメが原作では為しえなかったV1000を達成した上で勇退しているため、レスリング・カメハメ杯なる大会が開催されている。また、カメハメ族の没落自体がなかったのか、他のカメハメ族もハワイに住み、プリンセス・カメハメを警護している。
プリンセス・カメハメ 
モデル：プリンス・カメハメ
カメハメ族の王女。前人未到のV1000を達成した巨星。超人年齢は50歳だが、絶頂期から若返るようになり、現在の容姿は少女。一見、気難しそうな雰囲気を醸し出しているが、気に入った超人には優しく、技の指導も行っている。
ジェシー・メイビア（本名 - ジェシカ・メイビア） 
モデル：ジェシー・メイビア
レスリング・カメハメ杯に出場する注目株。プリンセス・カメハメの弟子の1人。真面目な性格で、カメハメを敬愛している。カメハメ流返し技を習得しており、技を受けきってからの反撃を得意とする。
女医 
モデル：ドクター・ボンベ
2巻で設定のみ明かされた。プリンセス・カメハメの若返りの原因となる人物。

#### 超人評議会
ビューティフル・ローデス 
モデル：ビューティー・ローデス
かつてはビューティフルの名に相応しい美しい身体をしていたが、今では巨漢となっている。パートナーのジャンヌ・D・スティッキィーボードによると、数々のダイエットグッズを試したがどれも失敗したとされている。
ビューティ・レッドマスク
モデル：レッドマスク
「デスゲーム」1階で登場。エアロビで対決するが、レディーに完敗する。
ジャンヌ・ダーク・スティッキィーボード 
モデル：ジャンヌ・スティムボード
ビューティフル・ローデスのパートナー。陽気な性格だが発言は適当で、失言もしばしばある。よくフルアーマーで登場する。

#### 超人同盟
原作同様、主に「アメリカ遠征編」で登場。原作同様、3派に分かれ抗争をしていたが、キン肉マンレディーの到着が1週間遅れてしまったため、キン骨マンをスーパーアドバイザーに評議会と手を組み、超人協会は原作以上に衰退していた。「アメリカ遠征編」の後は、原作では「超人オリンピック ビッグファイト編」まで登場の機会が無いが、テリーマンガールによって、キン肉マンレディーの誕生日を祝うデスゲームに参加することになる。
ザ・「骸骨」ボーズ（ザ・スカルボーズ） 
モデル：スカル・ボーズ
原作同様、凶器攻撃を行うが、その裏で真面目に特訓を重ねている。
シルバー・リキ
モデル：シルバーリキ
「デスゲーム」3階で登場。組合ったとき、レディーに正体がバレそうになり、咄嗟に（本作での）残虐行為を行う。
「悪魔」マジシャーン（デビルマジシャーン） 
モデル：デビル・マジシャン
ザ・「骸骨」ボーズのパートナー。原作での眼の部分が頭の飾りとなっていて、倒れたりすると原作のデビルマジシャンの顔が表れる。
「地獄」ブロック（ヘル・ブロック）
モデル：ヘル・ブロック
「デスゲーム」2階で登場。レディーにマジックを見せる。

### ドイツ超人
原作同様、ブロッケン一族の超人が大勢確認されている。また、フロイライン・ブロッケンJr.以外に、原作のブロッケンJr.と同じ容姿のフロイライン・ブロッケンJr.の兄も存在する。
ムッター・ブロッケン 
モデル：ブロッケンマン
ドイツ代表。オリンピック1回戦でラーメン娘との「残虐」ファイト対決になるが、原作とは異なり手も足も出ずに完敗。自信喪失により引退し帰国する。
フロイライン・ブロッケンJr. 
モデル：ブロッケンJr.
ドイツ代表。眼鏡をかけた小柄な少女。一人称は「ボク」。原作のブロッケンJr.はドクロの徽章を付けることによって超人としての能力を得るという設定であったが、フロイラインはドクロの髪留めによって魔法少女のように変身するという設定になっている。普段は帽子をしていないが、変身すると帽子が現れ、眼鏡がサングラスに変わる。
頭脳明晰で、アイドル超人軍の参謀や交渉人の役割を務めることもある。ブルーダー、カズン、キンハイトとはメタルバンド「ブロッケンズ」を組み、ギターを担当している。
必殺技である、ベルリンの赤い雨には、『キン肉マンII世』同様、手から炎を発する描写がある。母親に憧れていたが、それが「残虐」行為であることも認識していた。原作と違い、母親を引退に追い込んだラーメン娘に復讐心は抱いておらず、憧れの母親を超えるための目標として見ている。宇宙野武士編では、復讐心を滾らせる兄を制し、宇宙野武士との戦いの最中、ムッター・ブロッケンへの行為を気にして本来の力が出せていないラーメン娘にアドバイスを送っている。
超人オリンピック「ビッグ・ファイト」では、ラーメン娘と「因縁の対決」を行い、ベルリンの赤い雨連発からのキャメルクラッチでラーメン娘を攻め立てるも、詰めの甘さから形勢逆転される。ラーメン娘にロメロスペシャルでKOされかけた瞬間、ウォーズマン・ジェーブシカの偶然の乱入によりラーメン娘がKOされ勝利。納得いかないフロイラインは準決勝でジェーブシカを相手に指名するが、敗北した。
ブルーダー・ブロッケンJr. ※ 
フロイラインの兄。フロイラインを溺愛し、カズン、キンハイトとともにあまりに過保護に接するため辟易されている。その点を除けばまともな性格で、超人オリンピック「ビッグ・ファイト」のフロイライン対ウォーズマン・ジェーブシカ戦ではセコンドにつき、兄として苦渋の決断を下す。「ブロッケンズ」ではボーカル担当。
カズン・ブロッケンJr. ※ 
フロイラインの従兄弟。痩せ型。フロイラインに対して変態じみた行為を行っているらしい。「ブロッケンズ」ではベース担当。
キンハイト・フロイント・ブロッケン ※ 
フロイラインの幼馴染。肥満体。カズンと同様の性格。「ブロッケンズ」ではドラム担当。

### 超人オリンピック参加超人
女カナディアンマン 
モデル：カナディアンマン
カナダ代表。原作のカナディアンマンの頭部にあしらわれたメイプルリーフは、眉毛とモヒカンヘアで表現されている。スペシャルマン（女）と同様に不憫な目に遭うことが多い。
キンター・クンター 
モデル：キンターマン
アフリカ代表。アフロヘアの女性。脇役としては随所に登場するが、超人オリンピック「ビッグ・ファイト」ではザ・女性用ベンキマンの犠牲者となってしまう。
ウナ・スカイマン 
モデル：スカイマン
メキシコ代表。マスクを被った女性。やはり随所に登場する。「アメリカ遠征編」では超人協会の救援に駆けつけるが負傷したため、キン肉マンレディーらの運転手を務める。
カニベー子 
モデル：カニベース
イタリア代表。右手はハサミ、左手はパーの形。予選ではキン肉マンレディーのパートナーとなる。
原作同様にじゃんけんで負けるが、これは予選種目の役割分担を決めるものだったので、ここでは失格にならなかった。しかし担当種目の「1トンの怪獣持ち上げ」で5秒ともたず潰され、失格となる。
カーリー・クック 
モデル：カレクック
インド代表。キン肉マンレディーの初戦の相手で、サリーを着用したインド美女。原作と異なり、温厚で物静かな正義超人である。最後まで怪獣重量挙げに耐えたため、予選通過となった。インド・ヨーガを踊ることで、頭上にカレーライスのおかわりやサイドメニュー、水などを出せる。しかし、キン肉マンレディー・ミート・テリーマンガールの3人により、作り置いた100食分の料理を食べ尽くされたため負けを認める。
料理には一家言あり、戦闘用として「美味死」に至るほどのカレーも作れ、日本で経営しているカレー店も繁盛している。店のキャラクターは本来のカレクックを元にミートがデザインした。
作中では、料理を提供したりインド・ヨーガを踊ったりするシーンがほとんどで、実は格闘を一度も行っていない。
銅ベルゥーマン 
モデル：銅ベルマン
レディ・ロビンの初戦の相手。名前の通り銅（硬度3）になれ、フォームチェンジも出来る。フルパワーで特攻するものの、あっさり敗れる。
その後、他の超人オリンピック参加メンバーとともにハワイに向かうが、あるハプニングにより消息を絶つ。
原作のウルフマン以上に作中屈指の死にキャラ。
木・木・女
モデル：木・木・人
ハワイで消息を絶った（忘れ去られていた）銅ベルゥーマンが、カメハメ族青年団により木製の超人として復活した姿。カメハメ族に助けられたことから、カメハメ杯に出場するが、キン肉マンレディーに倒されてしまう。
ブラックシャドゥー
モデル：ブラックシャドー
銅ベルゥーマンの頭部をリデコ、リペイントされた怪人代表枠の超人。ラーメン娘の足にローデスの体とアンバランスなため、瞬殺された。原作と違い発声機能を有しているが銅ベルゥーマンの自我があるか不明。第２１回超人オリンピック、インカ予選ではリデコ後の頭部と銅ベルゥーマンのボディで参加していた。
チューリップゥーマン
モデル：チューリップマン
女性用ベンキマン戦で外れた頭部がオランダにたどりつき、お祭り用オブジェに改造された姿。落雷で復活予定。
獅子女マン（スフィンクスマン）
モデル：スフィンクスマン
テリーマンガールの初戦の相手。テリーマンガールをリング外に突き落とし、謎解きが出来なければリングに戻れない技「スフィンクス空間」を仕掛けるが、あっさり答えられ、今度は逆にテリーマンガールにより謎解き（?）を出題され、解けずに敗北する。
平時はテレビの構成作家としてクイズ番組を担当し、かなり成功している。スフィンクス空間の多用により、「ニャ～」という口癖がついてしまった。
ルピーナ 
モデル：ルピーン
ソーイ・デ・ラ・ベガ 
モデル：ゾローマン
吉貝アナ ※ 
モデル：吉貝アナ
原作とほぼ同様の外見および役回りの、熱血な実況アナウンサー。テレビ番組「超人アワー」の司会も務め、そこではネームプレートに「YOSHI-GUY」とある。

### 超人オリンピック「ビッグ・ファイト」参加超人
ザ・女性用ベンキマン 
モデル：ベンキマン
開脚した女性の写真を撮影することが趣味の変態超人。撮影後は証拠隠滅と称して、被写体を便器に流し込んでしまう。コレクションを増やすために大会に参加したが、過去に犯罪まで及んだことを告白したため逮捕され、失格となる。
おタイさん 
モデル：タイルマン
見た目によらず戦闘は苦手とのことで、ウォーズマン・ジェーブシカにあっさりと降参する。
千恵・ノワマン 
モデル：チエノワマン
原作と違い、自らの体を複雑化させることが可能となっている。
キュービックマン 
モデル：キューブマン
外見は原作のキューブマンとほぼ同様。原作では6面が完成することがなかったが、本作では千恵・ノワマンが完成。その後、「またバラバラにする」という考えから、巨大なキューブを召喚させるも、ダブルKOとなる。
ティーパック夫人 
モデル：ティーパックマン
ペンタゴナとともにジェーブシカを急襲するが、失敗する。
フィッシーちゃんズ 
モデル：ザ・フィッシャーズ
本作でも二人組で出場し、他の選手を妨害する。
マシーネ・ハンセン 
モデル：マシン・ハンセン
ジョージィ 
モデル：ジョーズマン
サメの頭部を模したマスクを被った女性。サボティーニャと対戦を行う。
サボティーニャ 
モデル：サボテンマン
頭部にサボテンを乗せたマスクを被った女性。ジョージィと対戦を行う。
ウォッチッチ 
モデル：ウォッチマン
タクシードライバーに化け、フロイライン・ブロッケンJr.を襲うが、変身したフロイラインにより顔を切断されて倒されてしまう。
スマイルーン 
モデル：スマイルマン
オイル肌マン 
モデル：オイルマン
ウナギ鰻
モデル：ウナギマン
イカサキュバス
モデル：イカデビル
ザ・女男爵
モデル：ザ・男爵
サザエきん
モデル：サザエキング
キングコブラジャー 
モデル：キングコブラ
本名はナジャナジャ・クック。カーリー・クックの遠い親戚にあたる。カーリーが祖国を裏切ったと思い込み、オリンピック最終予選を捨ててまでカーリーに決闘（カレー勝負）を申し込む。ロウの汗を分泌する。
大黒真仁（おおぐろ まさみ） 
モデル：大国魔人
大神満（ウルフマン）とは高校での親友。福耳で、金運があるらしい。
和風万 （わふう　よろず） 
モデル：ワフーマン
同じく、大神満とは高校での親友。片言の日本語で話すネイティブ・コギャル。

### 悪魔超人
バッファローマン・ボニータ 
モデル：バッファローマン
原作同様のロングホーンと豊満なボディを持つ、大柄な美女風の悪魔超人。7人の悪魔超人のリーダー。他の6人とともに発禁レベルの残虐ファイトを繰り返していたため、宇宙の「超人ホイホイ」に囚われていた。第1話でミートが超人ホイホイにぶつかったことによりロックが解除され脱獄する。ミートを人質として、キン肉マンレディーに挑戦状を叩きつける。
一人称は「オレ」で態度も威圧的だが、フランクな一面もあるノリのいい性格。ミートに「（性的な意味で）食べちゃう」、フロイラインに「本物の男の子だったらなァ」と発言するほどの重度のショタコンである。
スプリングマン・イネカ 
モデル：スプリングマン
バネの身体を持った悪魔超人。子供たちに風船割りゲームで叩かれていたウォーズマン・ジェーブシカを救うが、お礼を言おうとしたウォーズマンに寄りかかられたところをそのまま倒す。
アトランティード 
モデル：アトランティス
半魚人風の悪魔超人。解説役に回ることが多い。油断するタイプらしく、肉が余っている。
コードネーム：ブラックホール 
モデル：ブラックホール
巨大な穴が開いた顔面を持つ悪魔超人。原作よりも細身のボディとなっている。
ミスカーメン 
モデル：ミスター・カーメン
古代エジプト美女風の悪魔超人。ミートを人質とすべく、呪いをかける。変装癖があり、作中では以下の2人に変身し、仲間を困惑させる。
ミス・アメリカーナ
モデル：ミスターアメリカン
アメリカなキャプテンに影響されて、行った変装。
ミス・謎の超人
モデル：謎の超人
覆面とタイツ姿の変装。
ステ・レオ・カセット・プレイヤ・キング 
モデル：ステカセキング
テープが描かれたTシャツにランドセルを背負った、少女風の悪魔超人。機械超人かは不明だが、口が四角い。他の仲間より遅れてきたが、「時間ピッタリでキミたちが早い」と言い張る。
まうんタン 
モデル：ザ・魔雲天
セーラー服を身に着けた、コギャル的な性格の悪魔超人。他の仲間よりかなり遅れてきた。キン肉マンレディーからミート奪還戦の初戦の相手に指名されるが、直後に王位争奪編の回想エピソードが入り、そのまま連載終了となってしまった。
アアム・ストロング 
モデル：アーム・ストロング
完璧なる超人戦士を目指し、悪魔超人襲来の日にデビューした超人。
ミリ・オンヘル 
モデル：ミリオン・ヘル
ぷりぷりまんまんの中に入っていたアルバイト。何故かバッファローマンにバイト代を請求した。
ぷりぷりまんまん
モデル：プリプリマン
ゆるキャラの超人。同じような超人が魔界に存在するらしい。
フラツ・シャーバルン 
モデル：フラッシャーバルーン
風船が割られていると聞いて現れた女性。風船ガムを膨らますことにより、元の姿に近くなる。
クモの子チラス 
モデル：クモの子チラス
超人迷作アニメ『クモの子チラス』の主人公。雲の子なので、すぐに去ってしまった。

### 王位争奪編登場超人
シシカ・バブー
モデル：シシカバ・ブー
バーベキュー族の女勇者。キン肉族と敵対していたホルモン族にキン肉星の王位継承挑戦権を譲られ、キン肉マンレディーと闘う。
クリステル結晶 
モデル：クリスタルマン
ぷよっぷよ 
モデル：プヨプヨ
スプレー魔女 
モデル：スプレー魔人
紙木 乃伊 
モデル：ペーパーミイラ
以上4人は、シシカ・バブーのチームメイト。ザ・くノ一と阿修羅姫に瞬殺される。
ザ・くノ一 
モデル：ザ・ニンジャ
悪魔六騎士のひとり。遊びと称して、キン肉マンレディーの助っ人になる。
阿修羅姫
モデル：アシュラマン
悪魔六騎士のひとり。同じくキン肉マンレディーの助っ人になる。

### 外伝
マシーン・ゴリザエモン
モデル：ゴリザエモン
凶暴かつ変態的な機械獣。宇宙野盗編以来、フロイライン・ブロッケンJr.とラーメン娘のファンになったラッカ星人が、両者を救援という名目で呼び寄せるために製作した。
ゴクウ娘 
モデル：ゴクウマン
アイドルオーディション番組「イカス!スタァ爆誕」の出場者。ラーメン娘をライバル視したが、まるで相手にされなかった。
プロデューサー ※
モデル：屠殺鬼 玉王（闘将!!拉麵男）
「イカス!スタァ爆誕」の悪徳プロデューサー。額にPという字が書いてある。
ディレクター ※
モデル ：将棋七鬼衆六番手 金鬼（闘将!!拉麵男）
「イカス!スタァ爆誕」の悪徳ディレクター。額にDという字が書いてある。
シューマイ ※
モデル：シューマイ（闘将!!拉麵男）
「イカス!スタァ爆誕」のAD。番組の卑怯なやり口に嫌気がさしスタッフを辞め、合格したラーメン娘のマネージャーに志願する。

## 単行本
- ヤングジャンプ・コミックス・ウルトラ、全3巻
  1. （2009年3月24日） ISBN 978-4-08-877623-1
  2. （2010年11月24日） ISBN 978-4-08-879070-1
  3. （2013年6月24日） ISBN 978-4-08-879339-9

## 註
1. ↑  ただし悪魔超人編が完結しておらず、作者も単行本第3巻のあとがきにて事実上の打ち切りであったことを匂わせるコメントを書いていた。また、第45話から第46話が掲載されるまで、1年間のブランクがあった。
2. ↑  作中では融和政策とあるが、意味からすると宥和政策のほうが近い。
3. ↑  原作でのキン肉スグルの設定。
4. ↑  原作でのプリンス・カメハメに近い容姿をしている。
5. ↑  このときのレディーの台詞は、原作の「夢の超人タッグ編」でのロビンマスクの台詞のパロディとなっている。
6. ↑  このときのフロイラインの台詞は、原作の「超人オリンピック ビッグ・ファイト編」でのラーメンマンの台詞のパロディとなっている。
7. ↑  本来ならキン肉マンレディーも連帯責任で失格となるところだったが、彼女の担当した「月へのマラソン」で、月面のウサギ怪獣を退治する活躍が絶賛され、特例で予選通過となった。ちなみに、この予選種目は原作での第20回超人オリンピックの予選3種目を混ぜ合わせたもので、キン骨マンの嫌がらせによるものだった。
8. ↑  事前にミートがリラックスのためと、同様のクイズを出していたため。
9. ↑  ミートの身体7箇所に半券を貼り付け、残りの半券は悪魔超人たちが1枚ずつ所有する。悪魔超人に勝てば半券を奪えるが、10日経っても奪えなかった半券の部位は霊的に切断され、悪魔超人の物となってしまう。